# Нуромский, Алексей Александрович
Алексе́й Алекса́ндрович Ну́ромский — (9 (20) марта 1794 — 16 (28) сентября 1854) — олонецкий вице-губернатор в 1841—1850 годах, статский советник.

## Биография
Детство и юность
Сын столоначальника уездного судьи Александра Ивановича Нуромского, происходившего из обер-офицеров от брака его с Марией Агафоновной Нееловой (1771 — 28.05.1834). Окончил Олонецкую губернскую гимназию. Дворянство получил в 1826 году.
Служба
С 31 декабря 1808 года в возрасте 14 лет начал служить в канцелярии Олонецкого губернатора В. Ф. Мертенса: а: регистратором копиистом, канцеляристом. С 1812 года многократно исправлял должность секретаря при Губернаторе и в Олонецком приказе общественного презрения, а с 6 сентября 1822 года стал выполнять эти обязанности постоянно.
Губернатор А. И. Рыхлевский отзывался о нём:

«Канцелярист А.А, Нуромский имеет отличные способности, неутомимую деятельность и усердие»
«Секретарь канцелярии губернатора А. А. Нуромский с хорошими способностями и довольно уже опытный, поведения отличного, … — не подал ни малейшего повода к недоверчивости к нему»
В Аттестате, данном в августе 1825 г.: «Прилагал он всегда неусыпное старание к точному и непременному исполнению поступаемых по должности гражданского губернатора бумаг, сверх того занимался производством дел по комиссии продовольствия и комитету земских повинностей и устройством в городе Петрозаводске гражданской полиции»

Сохранился и отзыв Т. Е. Фан-дер-Флита, данный в формулярном списке за 1826 год: «отлично достоин и способен».
2 мая 1828 года Правительствующим Сенатом был определён в хозяйственное отделение при Олонецкой Казенной палате (служил казначеем, советником ревизионного отделения, советником хозяйственного отделения). Выполнял ответственные поручения губернатора в уездах, доверялось управление ответственными участками: лесным отделением (10.03 — 12.04.1833), казначейством (26.08 — 9.11.1839; 13.04 — 26.07.1841), питейным отделением (19 — 30.12.1839).
20 декабря 1841 года был назначен вице-губернатором. Служил в этой должности при губернаторе Х. Х. Повало-Швейковском (1789 — 16.06.1848). В отсутствие губернатора ежегодно, начиная с 1842 года, выполнял его обязанности (иногда в течение двух месяцев и более). В связи с продолжительной болезнью Х. Х. Повало-Швейковского, а затем его смертью принял все дела и исполнял должность губернатора до 9 октября 1848 года.
За время службы (почти 42 года) поднялся в чине от коллежского регистратора (31.12.1811) до статского советника (20.12.1848). По представлению министра финансов графа Е. Ф. Канкрина за «отличную службу» был пожалован бриллиантовым перстнем (29.01.1832). Его неоднократно отмечали денежными премиями, в том числе, ему Высочайше было назначено 1,5 тысячи рублей (апрель 1842 г.), по Всеподданейшему докладу министра внутренних дел графа Л. А. Перовского, ему Высочайше было назначено две тысячи рублей серебром «по уважению степного его положения с многочисленным его семейством» (3.04.1848).
При губернаторе Н. Э. Писареве. Был уволен от должности по болезни.

### Чины
- Губернский регистратор (28 декабря 1808 года);
- Коллежский регистратор (31 декабря 1811 года);
- Губернский секретарь (31 декабря 1814 года);
- Титулярный советник (14 декабря 1821 года);
- Коллежский асессор (24 сентября 1832 года);
- Надворный советник (30 марта 1838 года);
- Коллежский советник (17 ноября 1842 года)[4];
- Статский советник 3 декабря 1848 года[5].

### Награды
- Орден Святой Анны 3-й степени (14 сентября 1817 года);
- бронзовая медаль «В память Отечественной войны 1812 года» (24 декабря 1817 года);
- Орден Святого Владимира 4-й степени (4 апреля 1833 года);
- Знак отличия XX лет (22 августа 1833 года);
- Орден Святого Станислава 3-й степени (18 сентября 1838 года);
- Орден Святого Станислава 2-й степени (28 мая 1839 года);
- Знак отличия XXV лет (22 августа 1838 года);
- Знак отличия XXX лет (22 августа 1843 года);
- Орден Святой Анны 2-й степени (5 апреля 1846 года).[6]

## Семья
Жена (с 1826 года) — Шарлотта Ивановна Вост (Engelke Charlotte Voigt) (05.05.1798 — после 1856), дочь генерала лейтенанта Королевства Дании Johan Mangelsen Voigt .
Дети Алексея и Шарлотты Нуромских (даты указаны в григорианском стиле):
- Александр Алексеевич (09.09.1827-после 1844);
- Иван Алексеевич (06.07.1829 −14.08.1829);
- Константин Алексеевич (14.05.1832 — 13.08.1833);
- Николай Алексеевич (16.06.1833 — 1871);[10]
- Михаил Алексеевич (06.10.1834 — 11.07.1866) служил в Санкт-Петербургском губернском правлении (1851—1855), затем помощником правителя канцелярии олонецкого губернатора (1856—1860), приставом 3-го стана Лодейнопольского уезда (1860—1864, Петрозаводск), в Петрозаводском уездном суде (имел чин коллежского регистратора);
- Владимир Алексеевич;
- Фёдор Алексеевич (25.03.1836 — после 1850-х);
- Александра Алексеевна (скончалась во младенчестве);
- Елизавета Алексеевна (06.02.1830 — 06.04.1871), при рождении восприемниками были советник губернского правления ссыльный поэт Федор Иванович Глинка и княжна Софья Николаевна Трубецкая которая являлась супругой вице-губернатора Б. И. Пестеля. Муж: новгородский дворянин, горный инженер, полковник Иван Андреевич Версилов, который служил с 1842 года на Олонецких горных заводах (смотритель заводских производств и цехов, помощник управляющего Александровского завода, управитель Кончезерского чугунно-литейного завода, с 1861 г. — полковник, помощник горного начальника Олонецких заводов). В июне 1858 года император Александра II, во время пятидневного пребывания в губернии, посетил Кончезеро, и Версилов имел честь доложить царю о состоянии завода. Начальник Олонецких горных заводов Н. А. Фелькнер (1817—1878) характеризовал его как «доброго и миролюбивого товарища» и после его смерти лично ходатайствовал перед директором Департамента горных и соляных дел В. К. Рашетом (родственником олонецкого вицегубернатора в 1808—1811 гг. А. Я. Рашета) пенсии для его вдовы и детей, оставшихся без средств. У Версиловых было пять детей (три сына Андрей, Алексей, Анатолий и две дочери Вера и Елизавета);[11]
- Аполинария Алексеевна (21.02.1831 — после 1856), при рождении восприемниками были губернатор Александр Иванович Яковлев и Евгения Ивановна Кларк жена смотрителя Александровского завода Василия Егоровича Кларка. Муж: В. Ю. Черневский;
- Мария Алексеевна (20.07.1839 — 05.12.1894)[12], замужем за Ильёй Федоровичем Богдановым[13];
  - Внучка — Таисия Ильинична Богданова — невеста Николая Михайловича Пржевальского;[14]
- Надежда Алексеевна (12.12.1841 — до 1844).